# Аборты в Ливане
Аборты в Ливане криминализированы во всех случаях, за исключением тех, когда жизнь матери находится под угрозой в соответствии с Уголовным кодексом Ливана, который был принят в 1943 году. Женщина, сделавшая аборт, может быть лишена свободы на срок от шести месяцев до трёх лет, а лицо, совершившее аборт, подлежит лишению свободы на срок от одного до трёх лет. Страна не собирает данные о послеабортном уходе, поэтому нет официальной статистики , кроме подсчёта «беременностей с абортивным исходом», которые включают выкидыши, искусственные аборты и другие состояния. В 2019 году это число составило 1066 случаев по всему Ливану.
В отчёте, написанном для Управления Верховного комиссара ООН по правам человека базирующейся в Бейруте феминистской группой Нисавия в 2010 году, говорится, что аборты действительно происходят в частных клиниках или на дому у врачей за высокую плату, а группы поддержки и безопасные условия для таких процедур отсутствуют. Исследование 2019 года, включающее 119 интервью с женщинами, сделавшими аборт, а также с врачами, предлагающими услуги по прерыванию беременности, показало, что право на безопасный аборт в Ливане было скорее привилегией, чем правом, и в значительной степени зависело от социального капитала человека, социальных связей и её способности вести переговоры с партнёром и врачом. Исследование также показало, что цена нелегального аборта, которая во многом зависит от квалификации врача, местоположения клиники и формы необходимой помощи, может варьироваться от 150 до 2400 долларов США (2019).
По оценкам Института Гутмахера, в 2020 году более четверти миллиона женщин в Ливане имели неудовлетворённую потребность в современных противозачаточных средствах.